# Liste der Monuments historiques in Domalain
Die Liste der Monuments historiques in Domalain führt die Monuments historiques in der französischen Gemeinde Domalain auf.

## Liste der Bauwerke
| Bezeichnung       | Beschreibung              | Standort | Kennzeichnung | Schutzstatus | Datum | Bild           |
| ----------------- | ------------------------- | -------- | ------------- | ------------ | ----- | -------------- |
| Kirche St-Melaine | Erbaut im 15. Jahrhundert | (Lage)   | PA00090550    | Inscrit      | 1926  | weitere Bilder |

## Liste der Objekte

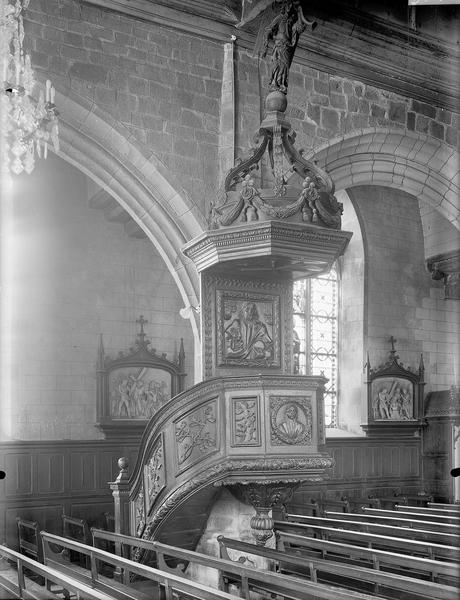
Kanzel (17. Jahrhundert) in der Kirche St-Melaine

- Monuments historiques (Objekte) in Domalain in der Base Palissy des französischen Kultusministeriums